# Donald Laz
Donald Laz   (Chicago, 17 de maig de 1929 - Champaign, 21 de febrer de 1996) va ser un atleta estatunidenc, especialista en el salt de perxa, que va competir durant la dècada de 1950.
El 1952 va prendre part en els Jocs Olímpics d'Estiu de Hèlsinki, on va guanyar la medalla de plata en la prova del salt de perxa del programa d'atletisme.
En el seu palmarès també destaca una medalla de bronze als Jocs Panamericans de 1955, el títol de la NCAA de 1951 i el de l'AAU de 1953. Després de retirar-se va treballar com a arquitecte fins que un ictus l'obligà a deixar-ho.

## Millors marques
- Salt de perxa. 4,65 metres (1952)[2]